# Аль-Карбіс
Аль-Карбіс (англ. al-Karbis, араб. الكاربس) — поселення в Сирії, що складає невеличку друзьку общину в нохії Сальхад, яка входить до складу однойменної мінтаки Сальхад в південній сирійській мухафазі Ас-Сувейда.